# Gina Lopez
Pour les articles homonymes, voir Lopez.
Regina Paz « Gina » La'O López (27 décembre 1953 – 19 août 2019) est une écologiste et philanthrope philippine qui a exercé les fonctions de secrétaire du Département de l'environnement et des ressources naturelles des Philippines (DENR) par intérim, sous la présidence du président Rodrigo Duterte,.

## Jeunesse
Gina López était la fille du président émérite de l'ABS-CBN, Eugenio López, Jr. de Iloilo et Conchita La'O de Manille. Elle avait six frères et sœurs, dont Eugenio López III, président de l'ABS-CBN. Gina López est allée au collège de l'assomption et au "Newton College" à Boston (qui a par la suite été intégré au Boston College). Elle était titulaire d'une maîtrise en gestion du développement de l'Asian Institute of Management.

## Engagement civique
Après des études aux États-Unis, Gina López a quitté sa vie privilégiée à Manille et est devenue missionnaire du yoga pendant vingt ans. Elle a vécu au Portugal, en Inde et en Afrique. Elle a rencontré son futur mari en Afrique avec qui elle a eu deux fils, Roberto et Benjamin. Devenue missionnaire de Yoga pour le mouvement religieux Ananda Marga. Dans ce cadre, elle enseigna le yoga et dirigea des écoles pré-primaires et des foyers pour enfants pour les défavorisés. Elle a vécu parmi les habitants des bidonvilles d'Afrique, guidée par le slogan «Le service à l'humanité, c'est le service à Dieu».
À son retour aux Philippines, elle a lancé des programmes de responsabilité sociale des entreprises pour l'environnement et les communautés philippines. Elle est devenue directrice générale du réseau de diffusion ABS-CBN.
Elle a créé Bantay Bata 163, la première ligne d’assistance téléphonique du pays. En 1997, Bantay Bata a reçu le grand prix d'excellence des Nations unies dans 187 pays du monde entier.
Elle a créé Bantay Kalikasan, pour lequel elle a reçu le prix d'excellence en relations internationales pour l'environnement de 1997 et le prix d'excellence Manilans pour l'environnement, en 2009. 
Elle a produit des émissions de télévision éducatives sur les sciences, les mathématiques, les valeurs, l'histoire et l'anglais pour la littérature élémentaire et philippine au secondaire. Pour Sineskwela, Mme Gina López a reçu le Prix Kalinga (UNESCO), la première distinction de ce prix accordé pour le Sud-Est asiatique.
Elle a également été vice-présidente de la fondation ABS-CBN Bayan, qui fournit une assistance en Microfinance aux micro-entrepreneurs. Elle a également été présidente émérite de la télévision pour enfants du sud-est asiatique. 
Gina López a également entamé la réhabilitation de la rivière Pasig et des cours d'eau urbains avoisinants par le biais du projet Kapit Bisig para sa Ilog Pasig. Autrefois considérée comme la bouée de sauvetage de la nation philippine, la rivière Pasig est l’un des réseaux fluviaux les plus pollués et les plus toxiques des Philippines. Pour ses efforts de réhabilitation de la rivière, elle a été nommée en 2010 par le président Benigno Aquino III à la présidence de la Commission de réhabilitation de la rivière Pasig. Ses efforts au sein de la commission ont abouti à une réhabilitation de la rivière par le nettoyage de nombreux affluents du réseau hydrographique. Elle était également responsable du reboisement de la réserve du bassin versant de La Mesa, la dernière zone forestière restante de la région métropolitaine de Manille.
Elle organisa Bayanijuan (littéralement Pays de Juan). Gina López a également lancé le Mouvement Save Palawan avec ses organisations partenaires et recueilli 7 millions de signatures pour une pétition en faveur de la protection des zones clés de la biodiversité et contre l'exploitation minière. Gina López était connue pour sa position contre les mines à grande échelle dans la province de Palawan. Elle a soutenu le mouvement No Mining In Palawan. Elle s'est également opposée à l'utilisation de combustibles fossiles comme sources d'énergie et à l'extraction du charbon.

## Secrétaire à l'environnement et aux ressources naturelles
Au cours d'une visite de courtoisie avec le président Rodrigo Duterte à Davao, Gina López a lancé une conférence sur l'environnement à l'intention de Duterte sur la nécessité d'une meilleure politique environnementale nationale. Duterte lui a ensuite demandé d'être sa secrétaire à l'environnement. Quelques jours plus tard, elle a accepté l'offre et a été officiellement nommée par le président, Rodrigo Duterte, à la tête du ministère de l'Environnement et des Ressources naturelles, ou DENR. Elle a fait l'objet de railleries sur les réseaux sociaux, son nom de famille étant associé à un nom de famille de magnat des affaires.
Dans le cadre de ce mandat, elle a audité tous les sites miniers et les entreprises de toute la république et a dépouillé les certificats environnementaux d'une partie de l'industrie minière en raison de violations massives de l'environnement et de la loi. C'était la première fois qu'un secrétaire à l'environnement le faisait. Cela a conduit à une démonstration publique massive de soutien au travail de Gina López en tant que secrétaire du DENR et à des excuses pour les critiques subies sur les médias sociaux. Quelques-uns des nombreux certificats notables qui ont été dépouillés concernaient des sociétés minières opérant dans l’île de Semirara (une zone clé pour la biodiversité) à Antique, dans le Samar oriental, à Surigao del Sur, qui abrite des communautés autochtones Lumad (en), et dans la région administrative de Cordillera, qui est la creuset des indigènes du nord de Luçon. Gina López a plaidé pour une énergie 100% renouvelable aux Philippines. Son sentiment anti-minier était soutenu par des années de recherche sur le secteur minier, à la fois écologique et économique. Elle a également déclaré qu'il n'y aurait aucune activité minière de quelque forme que ce soit à Palawan, connue sous le nom de dernière frontière écologique du pays. En moins de deux mois, elle a audité toutes les sociétés minières de Luzon, Visayas et Mindanao. Elle était également une avocate des peuples autochtones. Elle a immédiatement mis en place des forums de consultation entre le DENR et le secteur des populations autochtones aux Philippines, la première fois qu'un secrétaire du DENR l'a fait. Elle a également mis en place la toute première ligne téléphonique publique DENR permettant au public de signaler toutes les violations de l'environnement de quelque entité que ce soit dans le pays directement au DENR et à son bureau. Elle était contre l'énergie nucléaire en raison d'années de recherche sur le sujet. La centrale nucléaire de Bataan ne contribuera qu'à moins de 0,5% du réseau énergétique national lorsqu'elle sera exploitée et ses coûts seront beaucoup plus élevés, ce qui le rendra insoutenable. Elle a préféré la création d'un plus grand nombre de centrales éoliennes et solaires, beaucoup moins chères et durables à long terme, ainsi que la coopération éventuelle des Philippines et de l'Australie pour établir les premières centrales à énergie houlomotrice en Asie. Les Philippines est située au centre de la ceinture des typhons du Pacifique, ce qui l'expose à des vents et des vagues les plus importants de la planète.
Dans une annonce publique, Gina López a déclaré aux médias que toutes les zones tampons de toutes les zones protégées du pays devaient également être rétablie dans leur état naturel. Elle plaidait également pour la création de nombreuses Aire protégée dans le pays, telles que le parc national de West Panay Mountain Range. Elle a également annoncé que l’Arboretum serait un paradis écologique où les colons informels de la région seraient les partenaires de son développement. Ses politiques environnementales ont été vivement critiquées par certaines grandes entreprises et par des législateurs pro-miniers dans la république (son père possède l'une des plus grandes entreprises du pays), mais ont été soutenus par de nombreuses ONG de défense de l'environnement et des droits de l'homme. Dans une récente enquête, les Philippins ont soutenu la politique environnementale de Gina López à une très large majorité. Elle a été qualifiée de symbole et de championne de la protection de l'environnement dans le pays.
La nomination de Gina López au poste de secrétaire à l'environnement a été rejetée par la Commission des nominations (CA) lors d'un vote qui s'est tenu par 8 voix contre 16 le 3 mai 2017, en raison de problèmes liés à sa politique controversée et à sa prétendue incompétence. Elle était le deuxième membre du cabinet du président Rodrigo Duterte à être rejeté par la Commission des nominations après l'ex-secrétaire du Département des Affaires étrangères, Perfecto Yasay. Lors d'une conférence de presse tenue après l'annonce de son rejet, Gina López a remercié les huit membres du CA qui ont "voté selon leur conscience" et a exhorté les législateurs à prendre en compte les besoins des pauvres et non des grandes entreprises. Elle a déclaré "il est regrettable que l'intérêt commercial ait fonctionné de fait." Elle a ajouté "Si le gouvernement coopère avec les grandes entreprises, quel espoir ont les pauvres? Quel message donnons-nous ici? Si vous voulez être réélus, ne vous opposez pas aux grandes entreprises ?".

## Retour au secteur privé et activisme public
Gina López a organisé une émission environnementale sur ABS-CBN, intitulée G Diaries, qui a débuté le 4 juin 2017. L'émission est axée sur la conservation de l'environnement et les innovations. L'émission a également été présentée en première sur ANC en raison de sa cote élevée.
Gina López est devenu le premier Philippin à recevoir le prestigieux prix Seacology le 5 octobre 2017 à Berkeley, en Californie. Le prix stipule que le Gina López est "quelqu'un qui a fait preuve d'une performance exceptionnelle dans la préservation de la culture et des environnements insulaires" et "a montré la vision et le courage que le prix Seacology est censé honorer. Elle s'est battue pour l'environnement des Philippines et a donné la parole aux communautés insulaires dans les décisions qui affectent leurs ressources naturelles et leur vie". Elle a également été citée pour avoir établi les toutes premières consultations entre le gouvernement et les groupes autochtones aux Philippines et pour interdire les mines à ciel ouvert.
Le même mois, Gina López a fait campagne contre la possible levée de l’interdiction des mines à ciel ouvert, qu’elle a installée alors qu’elle était secrétaire du DENR. Il a été révélé que Roy Cimatu, nouveau secrétaire du DENR, avait soutenu la levée de l'interdiction, provoquant l'indignation des organisations environnementales. Le président Duterte a finalement soutenu la levée de l'interdiction, malgré le soutien de l'imposition de l'interdiction par Gina López début 2017. Le 24 octobre, l'interdiction a été officiellement levée par le Conseil de coordination de l'industrie minière (MICC), qui prônait l'exploitation minière aux Philippines . 26 accords miniers qui ont été annulés par Gina López ont été envoyés par Cimatu au MICC pour évaluation et confirmation,.

## La maladie et la mort
Un cancer du cerveau avait déjà été diagnostiqué chez Gina López. Elle est décédée des suites d'une défaillance organique multiple liée à la maladie au centre médical Makati le 19 août 2019 à l'âge de 65 ans,,.

## Dans la culture populaire
Gina López a été décrit par Paula Peralejo dans le film Eskapo de 1995.

## Awards
- United Nations Grand Awardee for Excellence (1997) for the Bantay Bata 163 which she initiated and advocated[3].
- International Public Relations Award of Excellence for the Environment (1997)[22]
- Outstanding Manilans Award for the Environment (2009)[22]
- UNESCO Kalinga Award, where she was the first Southeast Asian to receive the prestigious award[3]
- 2017 Seacology Prize